# Antonio Rada
José Antonio Rada Angulo (* 13. Juni 1937; † 1. Juni 2014) war ein kolumbianischer Fußballspieler.

## Sportlicher Werdegang
Rada spielte ab 1958 im Erwachsenenbereich bei Unión Magdalena, 1962 wechselte er zu Deportivo Pereira.
Als Nationalspieler nahm Rada mit der kolumbianischen Nationalmannschaft an der Weltmeisterschaft 1962 teil. Eigentlich nur Ersatzmann, ersetzte er den im ersten Gruppenspiel gegen Uruguay verletzten Delio Gamboa in den Spielen gegen die Sowjetunion und Jugoslawien. Beim 4:4-Remis gegen die UdSSR war er als Torschütze erfolgreich, der in diesem Spiel errungene Punkt war jedoch der einzige im Turnierverlauf und somit musste er mit der Mannschaft die vorzeitige Heimreise antreten.
Antonio Rada war in den 1990er Jahren Trainer von Real Cartagena.
Rada starb im Alter von 76 Jahren an Prostatakrebs.